# السر
السر قرية تتبع محافظة أحد المسارحة في منطقة جازان، في جنوب غرب المملكة العربية السعودية. تبعد 5 كم غرب مدينة أحد المسارحة. و925 كم عن الرياض.

## انظر ايضاً
- أحد المسارحة
- أبو عريش

## وصلات خارجية
- بلدية محافظة أبو عريش
- حصر الخدمات بالمدن والقرى بمنطقة جازان
- فرص الإستثمار السياحي بمنطقة جازان
- دليل الخدمات بمنطقة جازان